# Aurore Mongel
Aurore Mongel, née le 19 avril 1982 à Épinal, est une nageuse française.

## Biographie
Elle est née d'une famille de Nomexy dans le département des Vosges.
Reconnue pour ses performances en papillon, elle a été appelée en équipe de France pour la première fois en 2001 et participera aux Jeux olympiques d'Athènes en 2004 et à ceux de Pékin en 2008.
Entre autres titres, elle sera championne d'Europe du 200 m papillon en petit bassin en 2009.
Elle est masseur kinésithérapeute à Strasbourg, parallèlement à sa carrière sportive.

## Palmarès

### Championnats du monde

#### En grand bassin
| Édition        | Épreuve                | Épreuve                     | Épreuve                      | Épreuve                      | Épreuve              | Épreuve                     | Épreuve |
| Édition        | 50 m papillon          | 100 m papillon              | 200 m papillon               | 4 × 100 m nage libre         | 4 × 200 m nage libre | 4 × 100 m 4 nages           |         |
| Montréal 2005  | -                      | -                           | 18e des séries 2 min 13 s 51 | 5e 3 min 39 s 45             | -                    | -                           |         |
| Melbourne 2007 | 26e des séries 27 s 87 | 21e des séries 1 min 0 s 13 | 8e 2 min 13 s 61             | 6e 3 min 40 s 09             | Bronze 7 min 55 s 96 | -                           |         |
| Rome 2009      | -                      | 4e 56 s 89                  | 6e 2 min 5 s 48              | 10e des séries 3 min 38 s 66 | -                    | 12e des séries 4 min 1 s 05 |         |
| Shanghai 2011  | -                      | -                           | -                            | -                            | -                    | 13e des séries 4 min 4 s 05 |         |

#### En petit bassin
aucune participation

### Championnats d'Europe

#### En grand bassin
| Édition        | Épreuve                | Épreuve                | Épreuve          | Épreuve                | Épreuve              | Épreuve              | Épreuve           |
| Édition        | 50 m papillon          | 100 m papillon         | 200 m papillon   | 100 m nage libre       | 4 × 100 m nage libre | 4 × 200 m nage libre | 4 × 100 m 4 nages |
| Madrid 2004    | -                      | 7e 59 s 89             | 6e 2 min 10 s 64 | 10e des demies 56 s 17 | Or 3 min 40 s 67     | -                    | Or 4 min 5 s 96   |
| Budapest 2006  | -                      | 12e des demies 59 s 82 | 7e 2 min 10 s 25 | 13e des demies 55 s 89 | Bronze 3 min 38 s 83 | Bronze 7 min 56 s 44 | -                 |
| Eindhoven 2008 | 13e des demies 27 s 23 | Bronze 58 s 54         | Or 2 min 6 s 59  | 5e 54 s 84             | -                    | -                    | -                 |
| Budapest 2010  | -                      | 6e 58 s 79             | 5e 2 min 8 s 87  | -                      | 7e 3 min 40 s 17     | -                    | 6e 4 min 6 s 76   |

#### En petit bassin
- Championnats d'Europe 2005 à Trieste
  -  Médaillée de bronze du 200 m papillon
- Championnats d'Europe 2009 à Istanbul
  -  Médaillée d'or du 200 m papillon